# St. Erhard
Немецкое пиво St. Erhard из баварского города Бамберг (по-русски произносится Сент Ерхард, официальное написание — St. ERHARD), позиционирует себя как роскошный бренд и в основном идет на экспорт в Азию.

## История
Пиво St. Erhard изготавляется в соответствии с немецким стандартом чистоты 1516 года Reinheitsgebot, имеет плотность 12,5 градусов Плато и содержит 5 % спирта. Этот сорт главным образом представлен на индийском рынке.

## Брендинг
Бренд позиционирует себя как премиальный продукт. В отличие от большинства остальных марок, St. Erhard разливают в прозрачные бутылки, защищенные UV-слоем; этикетка напечатана поверх стекла.

## Торговая марка
St. ERHARD — зарегистрированная международная торговая марка пива, а также сопутствующих товаров и услуг.[3]